# Krigsvigsel
Krigsvigsel var förr beteckning på en snabbvigsel, som innebar att man i vissa fall, bl. a. inför ”mannens uppbrott mot fienden” (lag 1940), fick ingå äktenskap utan föregående lysning. Under krigsåren på 1940-talet förrättades krigsvigsel i ett stort antal fall.
Den svenska lagstiftningen, sedan 1973, som endast kräver hindersprövning för äktenskap, har gjort särskild krigsvigsel inaktuell.